# トロイ・パロット
トロイ・ダニエル・パロット（Troy Daniel Parrott, 2002年2月4日 - ）は、アイルランド・ダブリン県ダブリン出身のプロサッカー選手。AZアルクマール所属。アイルランド代表。ポジションはFW。

## クラブ経歴
2017年にイギリスに渡り、トッテナム・ホットスパーFCのユースアカデミーに入団。U-17チームなどでプレーし、17歳の誕生日を迎えた2019年2月4日にトップチーム昇格が決まり、プロ契約を締結。2019-20シーズン開幕前のトップチームのプレシーズンツアーのメンバーに名を連ね、7月21日のインターナショナル・チャンピオンズ・カップ 2019のユヴェントスFC戦でプロデビュー。EFLカップなどのカップ戦で随時出場機会を与えられ、シーズン中にはユヴェントスやFCバイエルン・ミュンヘン、レアル・マドリードなどが、パロットの獲得に乗り出していると報じられた。その後12月7日のプレミアリーグのバーンリーFC戦で、後半40分から交代出場し、トップリーグデビュー。試合は5-0で大勝し、試合後には監督ジョゼ・モウリーニョから「ウイニングボール」を受け取った。
2020年2月7日、クラブと2023年までの契約に合意したことが発表された。
2020年8月1日、ミルウォールFCへの1年間のローン移籍が発表された。
2022年7月25日、クラブとの契約を2025年まで延長し、同時にプレストン・ノースエンドFCにレンタル移籍した。
2023年8月24日、エールディヴィジのSBVエクセルシオールへ1シーズンのレンタル移籍をした。
2024年7月13日、AZアルクマールに移籍した。

## 代表経歴
2017年からユース世代のアイルランド代表に昇格され、2019年11月に17歳で早くもフル代表に初招集。同月14日のニュージーランド戦で、代表戦初出場を果たした。